# Flyssa
Das Flyssa oder Flissa ist das traditionelle Schwert der algerischen Kabylen, einem Berbervolk. Es entstand im 16. Jahrhundert und ist bis heute in Gebrauch.

## Geschichte
Das Flyssa wurde von den algerischen Kabylen als Kampfwaffe entwickelt und gehört zu ihrer traditionellen Tracht (Kleidung).

## Beschreibung
Das Flyssa ist etwa 1 Meter bis 1,20 Meter lang und hat eine gerade, an der Spitze nur leicht nach oben gebogene Klinge, die etwa 80 cm bis 100 cm lang ist. Die Spitze (Ort) ist am Flyssa besonders auffällig, denn von der gesamten Klingenlänge fallen etwa 1/3 auf die Spitze. Die Klinge ist am Heft breit und läuft nach etwa 2/3 der Klinge zur Spitze aus. Auf den Klingenseiten, nahe dem Klingenrückenbereich, ist das Flyssa oft durch Gravuren oder mit Goldtausia verziert. Der Griff hat kein Parier und ist aus Holz, Horn oder Metall gefertigt. Das Heft (Griff) ist am Ende zu einem stilisierten Pferdekopf geschnitzt, die aus Holz gefertigten Scheiden sind mit traditionellen Schnitzereien verziert. Die Befestigungsösen sind mit in das Holz der Scheide eingeschnitzt.